# Škůdce

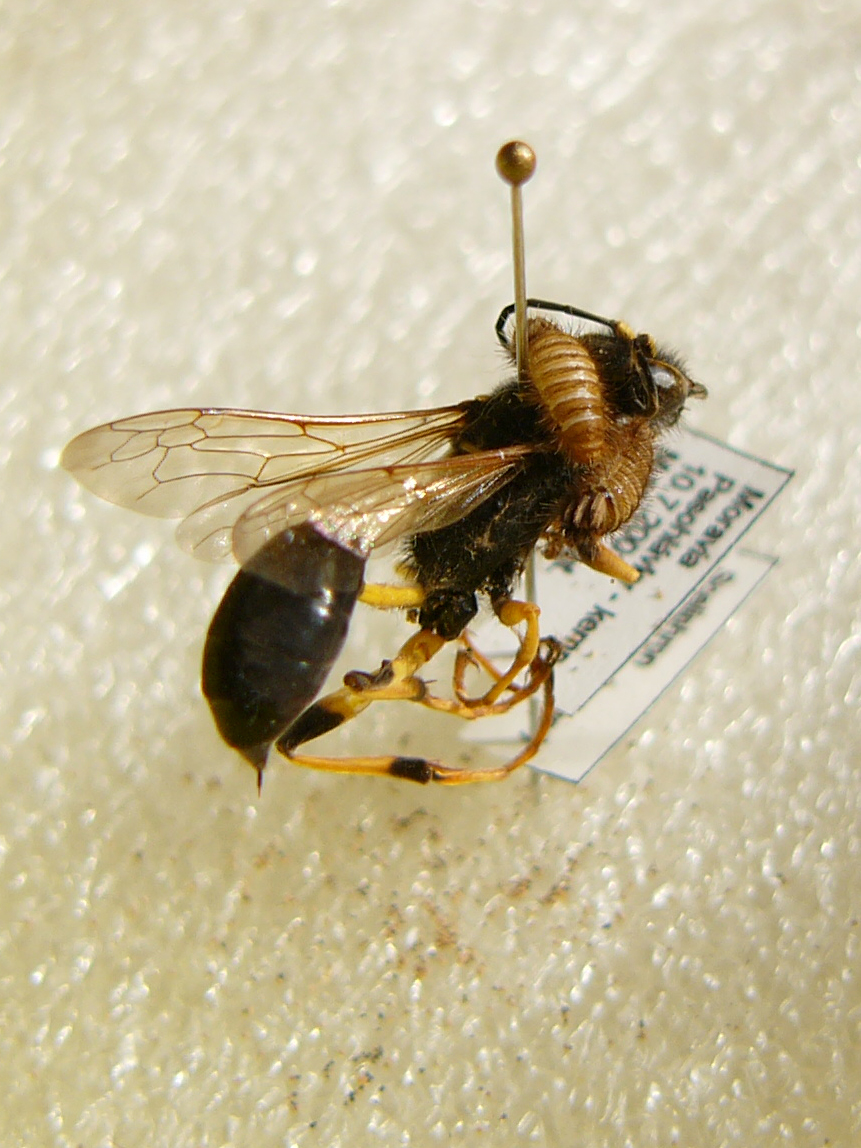
Larvy rušníků (Anthrenus) poškozují exemplář Sceliphron destillatorius v entomologické sbírce

Škůdce je živočich, který jakýmkoliv způsobem vadí člověku v jeho činnosti. Například přenašeč nemoci, zemědělský škůdce aj.

## Gradologie
Věda zabývající se přemnožováním (gradacemi) škůdců (např. lesních nebo zemědělských) se nazývá gradologie.
Tzv. life tables (úmrtnostní tabulky), tj. demografické analýzy populací (například hmyzu), poskytují užitečný nástroj zejména v predikci vývoje populací škůdců, jejich přirozených nepřátel či ohrožených druhů hmyzu. Tento přístup je dále využitelný při odhadu a modelování vlivu populace predátora na populaci škůdce, a tedy v biologické kontrole.

## Analýzy rizik škodlivých organismů
- analýza rizika škodlivého organismu (ŠO) (angl. Pest Risk Analysis (PRA))
  - poskytuje vědecky podložené hodnocení pro rozhodnutí o přijetí fytosanitárních opatření, tj. úředních opatření proti zavlékání a šíření škodlivých organismů rostlin
  - analýza a syntéza publikovaných i nepublikovaných údajů
- hodnocení rizika (angl. pest risk assessment)
  - pravděpodobnost zavlečení, usídlení a dalšího šíření a rozsah potenciálních dopadů
  - riziko přijatelné: STOP, riziko nepřijatelné: POKRAČOVÁNÍ
- řízení rizika (angl. pest risk management)
  - hodnocení možných opatření ke snížení rizika

## Pesticidy
Chemické přípravky na likvidaci škodlivých organismů se nazývají pesticidy.